# Tinerhodon
Tinerhodon — вимерлий рід гієнодонтових ссавців родини Hyaenodontidae. Скам'янілості (дві колекції) знайдено в Марокко.